# Comuna Kainardja, Silistra
Kainardja (în bulgară Кайнарджа) este o comună în regiunea Silistra, Bulgaria, formată din 15 sate. 

## Localități componente

### Sate
| - Davidovo - Dobrudjanka - Goleș - Gospodinovo - Kainardja | - Kamenți - Kranovo - Polkovnik Ciolakovo - Poprusanovo - Posev | - Srediște - Strelkovo - Svetoslav - Voinovo - Zarnik |

## Demografie
Componența etnică a comunei Kainardja
     Turci (50,33%)
     Romi (14,49%)
     Bulgari (28,18%)
     Nicio identificare (6,56%)
     Altele (0,41%)
La recensământul din 2011, populația comunei Kainardja era de 5.070 locuitori. Din punct de vedere etnic, majoritatea locuitorilor (50,33%) erau turci, existând și minorități de bulgari (28,18%) și romi (14,49%). Pentru 6,56% din locuitori nu este cunoscută apartenența etnică.